# 名代杏子
名代 杏子（なしろ きょうこ、1962年10月28日 - ）は、日本の元女優。本名、磯村 こずえ。
東京都出身。順心女子学園卒業。東映俳優センターに所属していた。

## 人物
母親は、松竹歌劇団に「千羽 鶴子」の芸名で在籍し、その後新宿コマ劇場ダンスチームに移籍して、「美川 章子」の芸名で活動していた。
1982年、特撮テレビドラマ『宇宙刑事ギャバン』に、銀河連邦警察の秘書官・マリーン役でレギュラー出演。『ギャバン』の後番組である『宇宙刑事シャリバン』『宇宙刑事シャイダー』にも同役で出演した。
芸名の「名代」は東映の関係者が古語辞典から「縁起のいい意味」として採り、「杏子」はイメージから命名された。
趣味は、音楽鑑賞。特技は、陸上競技。学生時代は、バドミントン部に所属していた。当時の紹介記事では、目標とする女優として、杉村春子と松坂慶子を挙げている。
2015年7月20日、ニコニコチャンネル『超次元電視いと、まほろば』の番組「宇宙刑事シャリバンキャスト・スタッフ大集合！超次元電視ニコ生同窓会」第1部に出演。

## 出演

### テレビドラマ
- 宇宙刑事シリーズ（1982年 - 1985年、ANB） - マリーン
  - 宇宙刑事ギャバン（1982年 - 1983年）
  - 宇宙刑事シャリバン（1983年 - 1984年）
  - 宇宙刑事シャイダー（1984年 - 1985年）
- 特捜最前線 第299話「蒸発妻を探して!」（1983年、ANB）
- 火曜サスペンス劇場「その朝おまえは何を見たか」（1983年、NTV）
- 大奥 （1983年、KTV）
  - 第22話「不倫の円舞曲」、第23話「醜聞に消えた美女」
  - 第38話「大奥のメリークリスマス」  - お君
- 事件記者チャボ! 第25話「息子は無実! 怒れチャボ!!」（1984年、NTV） - OL
- 花王名人劇場 / 裸の大将放浪記 第14作「帰ってきた裸の大将放浪記」（1984年、KTV） - バーのホステス（出版社の社長につく女性）
- 私鉄沿線97分署 第1話「プレハブだからSOS!!」（1984年、ANB）
- 刑事物語'85 第3話「裏口入学殺人事件」（1985年、NTV）
- 電撃戦隊チェンジマン 第20話「大逆襲! ギルーク」（1985年、ANB）  - みちこ先生
- 誇りの報酬 第22話「狂乱の拳銃」（1986年、NTV） - ゆみこ
- 土曜ワイド劇場 / 整形復顔未亡人（1986年、ANB）
- 女ふたり捜査官 第4話「女刑事に殺人鬼の手が!」（1986年、ABC）
- 太陽にほえろ! 第712話「小鳥のさえずり」（1986年、NTV） - 一条由香

### 映画
- ダイアモンドは傷つかない (1982年、東映) - 女店員
- 瀬戸内少年野球団・青春篇 最後の楽園（1987年、日本ヘラルド映画）